# Pussi
Pussi (ur. ok. 1893 w Afryce, zm. 1904 we Wrocławiu) – samica goryla żyjąca we wrocławskim zoo w okresie od 1897 do 1904. W chwili zgonu była najdłużej żyjącą w niewoli małpą człekokształtną.

## Biografia
Pussi urodziła się w Afryce około 1893 roku, pochodziła z plemienia Gorillini z rodziny człowiekowatych. 3 września 1897 roku, w wieku 4 lat, przybyła z Liverpoolu do wrocławskiego ogrodu zoologicznego. Ówczesny dyrektor Hermann Stechmann zapłacił za nią 2400 marek. Pusii przez 7 lat była jedną z głównych atrakcji wrocławskiego zoo. Tu rozchorowała się na raka nerki i w 1904 roku padła. W momencie śmierci była najdłużej żyjącą małpą człekokształtną w niewoli. Zwłoki gorylicy przekazano do Muzeum Przyrodniczego we Wrocławiu, gdzie były obiektem licznych badań naukowych, mających znaczenie dla poznania tego gatunku człekokształtnych.

## Upamiętnienie
Wrocławski rzeźbiarz Heinrich Kiesewalter wykonał brązową rzeźbę Pussi. Była ona eksponowana przed II wojną światową we wrocławskim zoo, w 1945 roku przewieziono ją do zoo w Poznaniu, a u schyłku lat 60. XX w. powróciła do macierzystego ogrodu, gdzie jest przechowywana w budynku dyrekcji. Kopia wykonana z cementu stoi w poznańskim Starym Zoo od przełomu lat 60/70 XX w. Pussi była także uwieczniona w okresie swego życia i po zgonie na licznych pocztówkach.